# Península de Guérande

Mapa físico de la región.

Mapa de las comarcas tradicionales de Bretaña.

La Península de Guérande (en francés: Presqu'île de Guérande) es una península situada en el extremo sur de Bretaña, en Francia. Administrativamente, el territorio pertenece al departamento de Loira Atlántico, en la región de Países del Loira.

## Geografía

### Ubicación y delimitación
Caracterizada por unos paisajes profundamente marcados por el mar, la península de Guérande está limitada por el Océano Atlántico al sur y al oeste, por el río Vilaine al norte y por las marismas de la Brière al este.

### País de Guérande
La península coincide solo en parte con el País de Guérande, una de las ocho comarcas tradicionales que constituyen el llamado «País de Nantes». El País de Guérande incluye municipios que no pertenecen a la península como Assérac y Herbignac, así como los municipios de Camoël, Férel y Pénestin que, situados al sur del río Vilaine, pertenecen al departamento de Morbihan. Excluye Trignac y Saint-Nazaire que ha desarrollado su propia unidad geográfica y económica que comprende municipios que se sitúan fuera de la península. El territorio del País de Guérande corresponde así mismo al de la comunidad de municipios Cap Atlantique (Communauté d'agglomération Cap Atlantique), a los que hay que añadir Pornichet y Saint-André-des-Eaux, que son miembros de la CARENE (Communauté d'agglomération de la région nazairienne et de l'estuaire).

### Localidades

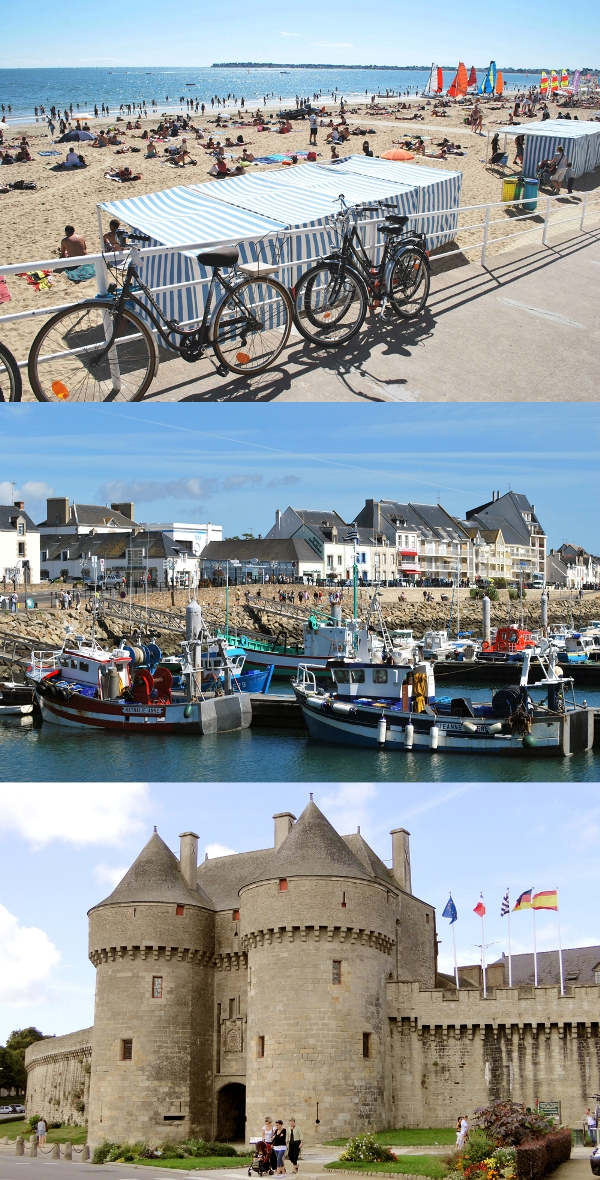
La playa de La Baule, el puerto de La Turballe y las murallas de Guérande

Los siguientes municipios ocupan el territorio de la península de Guérande:
1. La Baule-Escoublac
2. Batz-sur-Mer
3. Le Croisic
4. Guérande
5. Mesquer
6. Le Pouliguen
7. Saint-Lyphard
8. Saint-Molf
9. La Turballe
10. Pornichet
11. Saint-André-des-Eaux
12. Trignac
13. Saint-Nazaire
14. Piriac-sur-Mer

## Economía

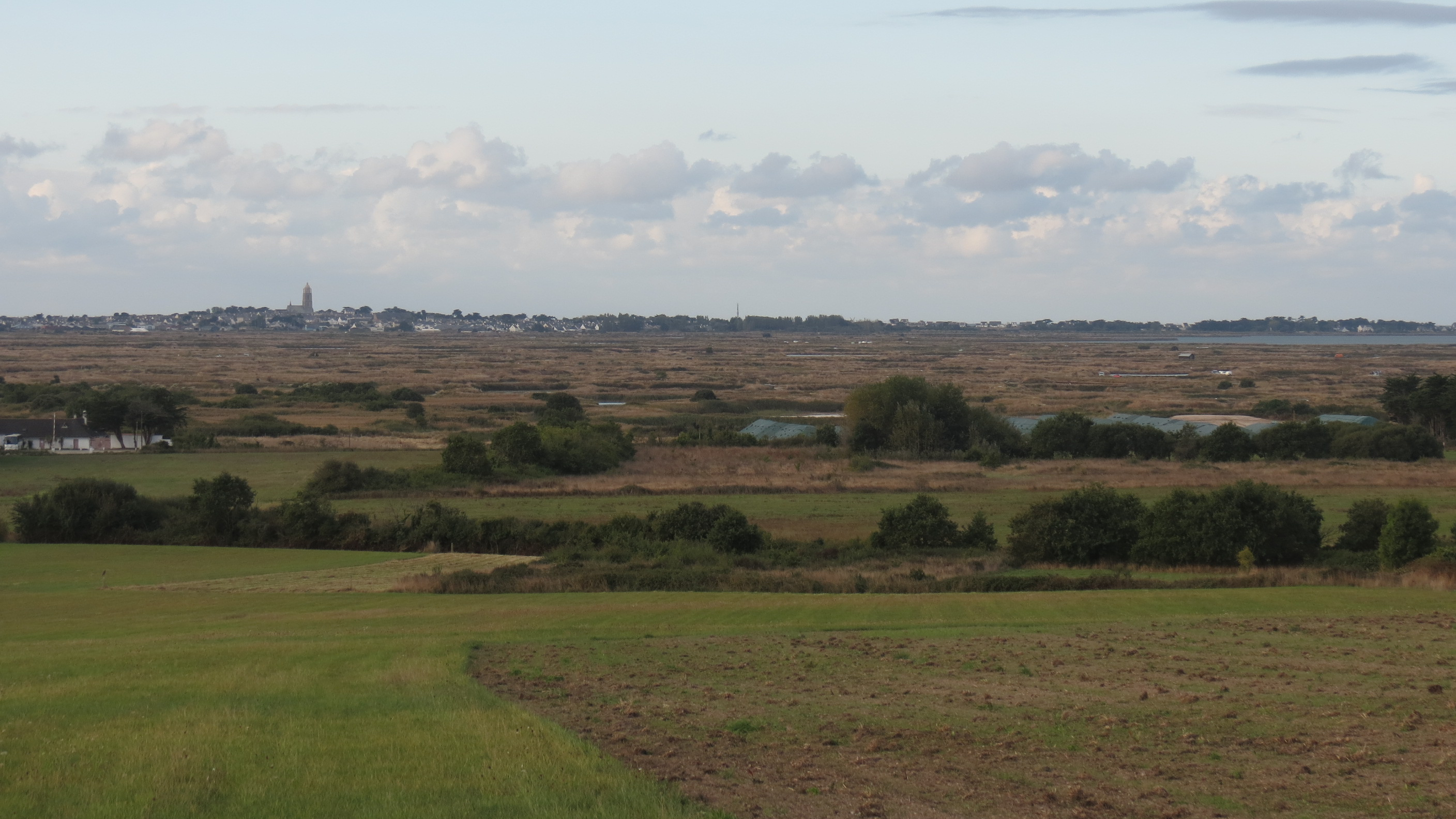
Vista general de las marismas de Guérande.

Los recursos de la península proceden principalmente de la explotación del medio marítimo (sal, pesca, cultivo de ostras, mejillones y berberechos) y del turismo.

### Salinas

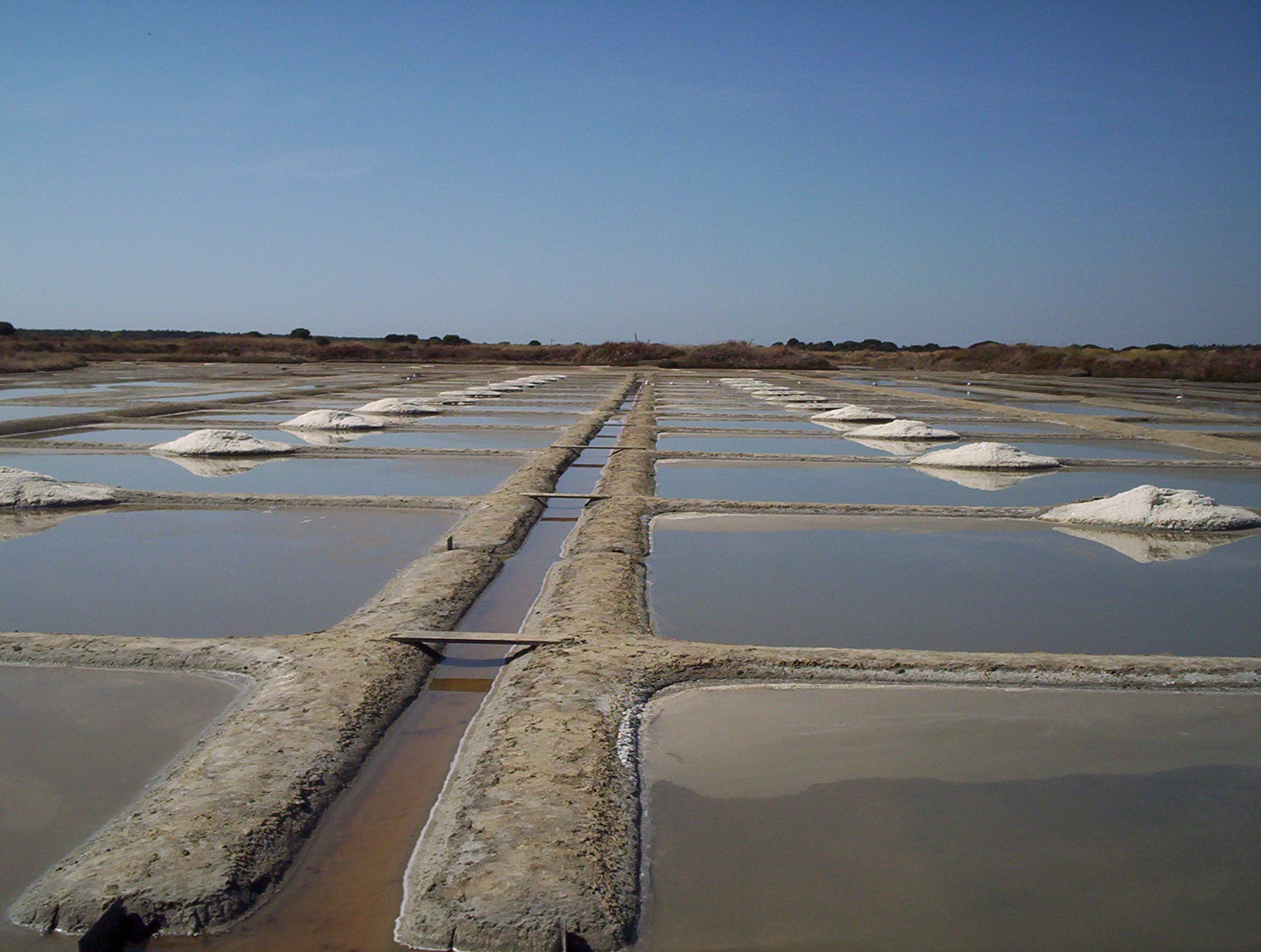
Salinas de Guérande.

La región debe su fama en parte a la sal de Guérande de las salinas marítimas de Guérande. La producción de la sal remonta a la época galorromana y los salineros (‘paludiers’ en francés) siguen, aún hoy en día, con la misma tradición y las mismas maneras de producir la sal desde hace mil años. Su trabajo permite que no degenere el equilibrio natural y la calidad de la arquitectura del sitio. En efecto, esta actividad no solo esculpió el paisaje pero sino también los pueblos de los salineros, los puertos y las zonas de fortificación. 
Hoy en día, la península de Guérande contiene 1850 hectáreas de salinas que producen una media de entre 8000 et 12000 toneladas de sal gorda y de 200 a 300 toneladas de flor de sal, si bien los años 2003 y 2005 alcanzaron picos de 20000 y 25000 toneladas de sal gorda. Emplean de 280 a 328 salineros artesanales y se dividen en 2 partes:
- las salinas de Batz-Guérande que cubren en parte los pueblos de Batz-sur-Mer, Guérande, La Turballe, Le Croisic y de Le Pouliguen.
- las salinas del Mès que cubren en parte los pueblos de Saint-Molf, Assérac y de Mesquer.

### Pesca
El puerto de pesca de La Turballe es el primer puerto pesquero de Loira Atlántico, seguido del puerto de Le Croisic. Ambas ciudades disponen también de un puerto deportivo.

### Turismo

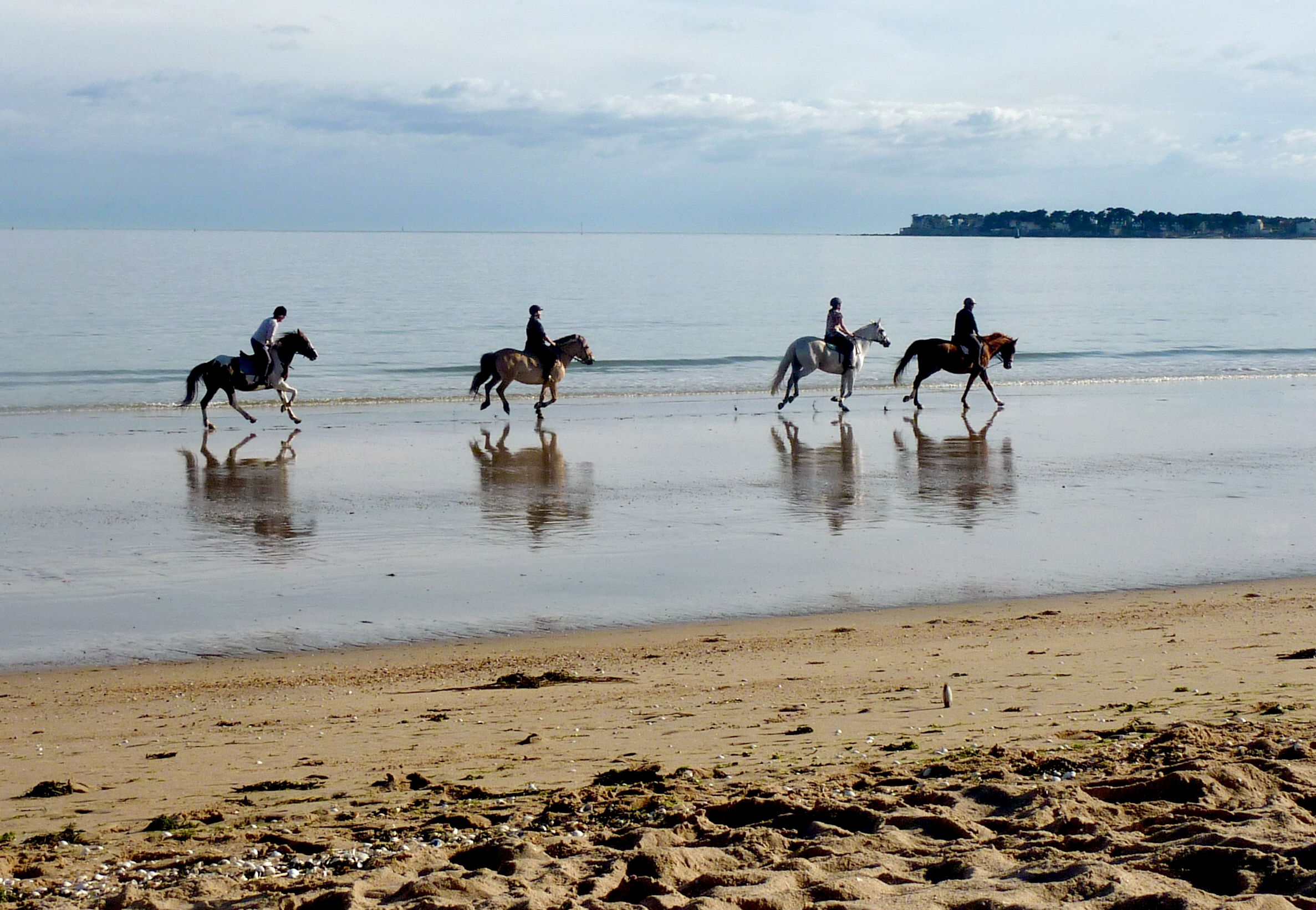
Caballos en la playa de La Baule

- La bahía de La Baule cuyas principales playas son las de La Baule, Le Pouliguen y de Pornichet
- Las playas de Batz-sur-Mer, La Turballe, Mesquer y Pénestin
- La ciudad medieval amurallada de Guérande tiene el distintivo «Ville d’art et d’histoire» (ciudad de arte e historia) desde 2004.[4]
- Le Croisic, Batz-sur-Mer y Piriac-sur-Mer son clasificadas como «petites cités de caractère» (pequeñas ciudades pintorescas).[5]

## Gastronomía
- La flor de sal de Guérande
- Salicornia europaea y mariscos
- Caramelos con mantequilla salada
- Saveurs d’octobre (Sabores de octubre) es un festival de gastronomía que ocurre cada año en La Baule desde 2007.[6]